# Георгиос Томбрас
Георгиос Томбрас, известен като капитан Рупакяс или Скомврос (на гръцки: Γεώργιος Τόμπρας, Ρουπακιάς, Σκόμβρος), е гръцки офицер и революционер, деец на Гръцката въоръжена пропаганда в Македония от началото на XX век.

## Биография
Георгиос Томбрас е роден в малоазийския град Айвалък или на Крит. Достига до чин лейтенант и служи в гръцката армия като фармацевт. Включва се в гръцката пропаганда в Македония през 1905 година като секретар в четата на Ставрос Ригас (капитан Кавондорос), а от февруари 1906 година е заместник на Георгиос Катехакис (капитан Рувас) в Костурско. Участва в битката на Мурик, където е ранен. През 1905 година е четник при Ставрос Ригас и участва в нападението над Аларе на 11 декември. През септември 1906 година е подвойвода на Константинос Сарос и влиза в Ениджевардарското езеро. По-късно същата година се прибира в Гърция с цялата си чета, след като влиза в сериозен спор със Сарос.
След излекуването си се завръща в Македония, като този път действа край Нестрам. Сътрудничи си със Стефос Григориу, а заедно с четите на Иванчо Терзиовски и Николаос Платанияс (капитан Лахтарас) дават сражение на 3 юли 1907 година при на чета на ВМОРО, при което е убит войводата Атанас Кършаков. След сражението андартите отвличат свещеника, кмета, учителя и още шестима българи от Гръче и ги убиват. След Младотурската революция от юли 1908 година е изпратен като консулски агент в Еласона.
През Балканските войни (1912 – 1913) година действа в Западна Македония заедно с Георгиос Катехакис. Ранен е тежко, но се възстановява и след това участва в Гръцко-турската война.
- Георгиос Томбрас
- Георгиос Томбрас